# Leptogenys elegans
Leptogenys elegans é uma espécie de formiga do gênero Leptogenys, pertencente à subfamília Ponerinae.